# Họ Cá nóc nhím
Họ Cá nóc nhím (danh pháp khoa học: Diodontidae) là một họ thuộc bộ Cá nóc. Các loài trong họ này có kích thước từ vừa đến lớn, và được tìm thấy trong những vùng biển nông vùng ôn đới và nhiệt đới trên toàn thế giới. Một số loài được tìm thấy ở khu vực xa hơn nữa tính từ bờ biển, trong đó có thể có những đàn lớn gồm hàng ngàn con. Chúng thường di chuyển chậm.

## Các chi và loài
- Allomycterus
  - Allomycterus pilatus (Whitley, 1931)
  - Allomycterus whiteleyi (Phillipps, 1932)
- Chilomycterus
  - Chilomycterus affinis (Günther, 1870)
  - Chilomycterus antennatus (Cuvier, 1816)
  - Chilomycterus antillarum (Jordan & Rutter, 1897)
  - Chilomycterus atringa (Linnaeus, 1758)
  - Chilomycterus geometricus (Bloch & Schneider, 1801)
  - Chilomycterus reticulatus (Linnaeus, 1758)
  - Chilomycterus schoepfii (Walbaum, 1792)
  - Chilomycterus spinosus mauretanicus (Le Danois, 1954)
  - Chilomycterus spinosus spinosus (Linnaeus, 1758)
- Cyclichthys
  - Cyclichthys hardenbergi (de Beaufort, 1939)
  - Cyclichthys orbicularis (Bloch, 1785)
  - Cyclichthys spilostylus (Leis & Randall, 1982)
- Dicotylichthys
  - Dicotylichthys punctulatus (Kaup, 1855)
- Diodon
  - Diodon eydouxii (Brisout de Barneville, 1846)
  - Diodon holocanthus (Linnaeus, 1758)
  - Diodon hystrix (Linnaeus, 1758)
  - Diodon liturosus (Shaw, 1804)
  - Diodon nicthemerus (Cuvier, 1818)
- Lophodiodon
  - Lophodiodon calori (Bianconi, 1854)
- Tragulichthys
  - Tragulichthys jaculiferus (Cuvier, 1818)

## Hình ảnh

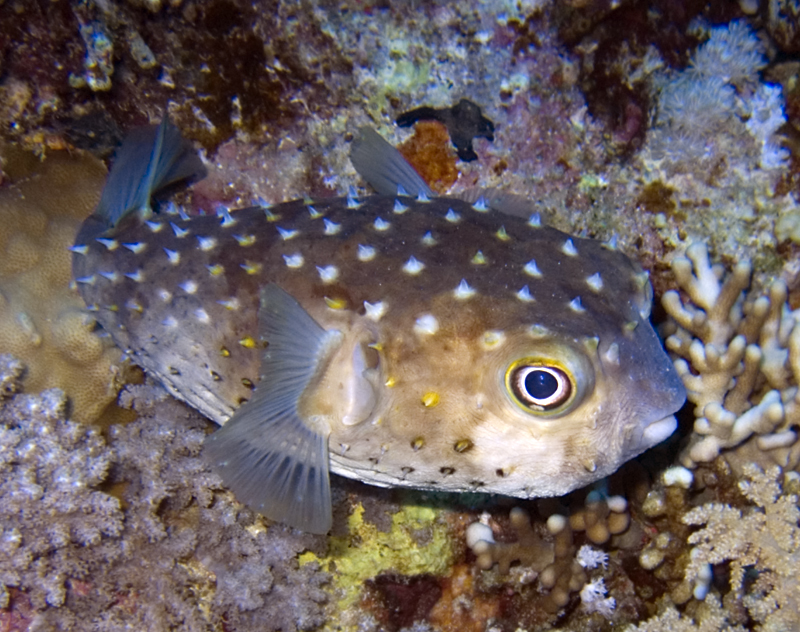
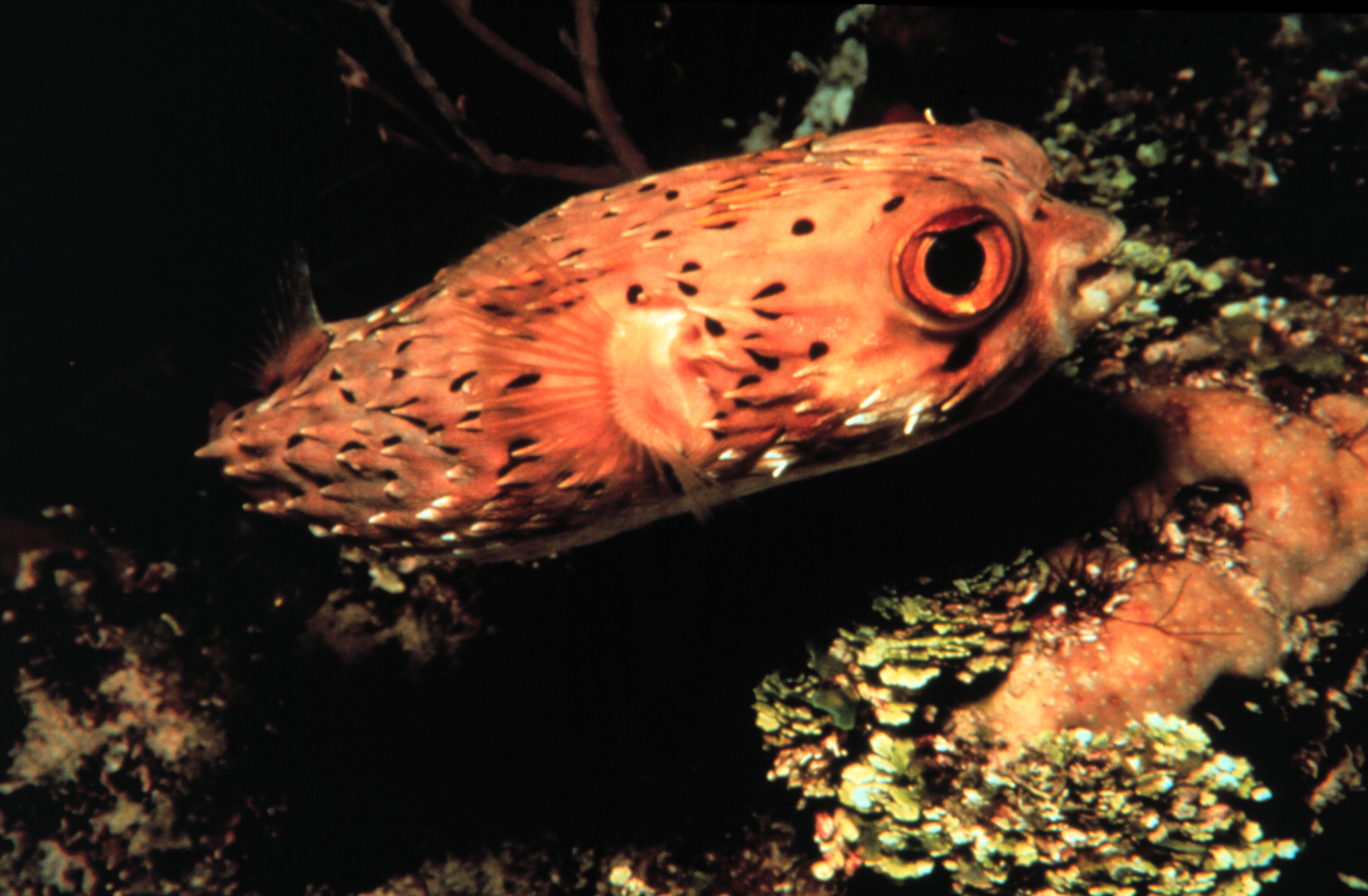
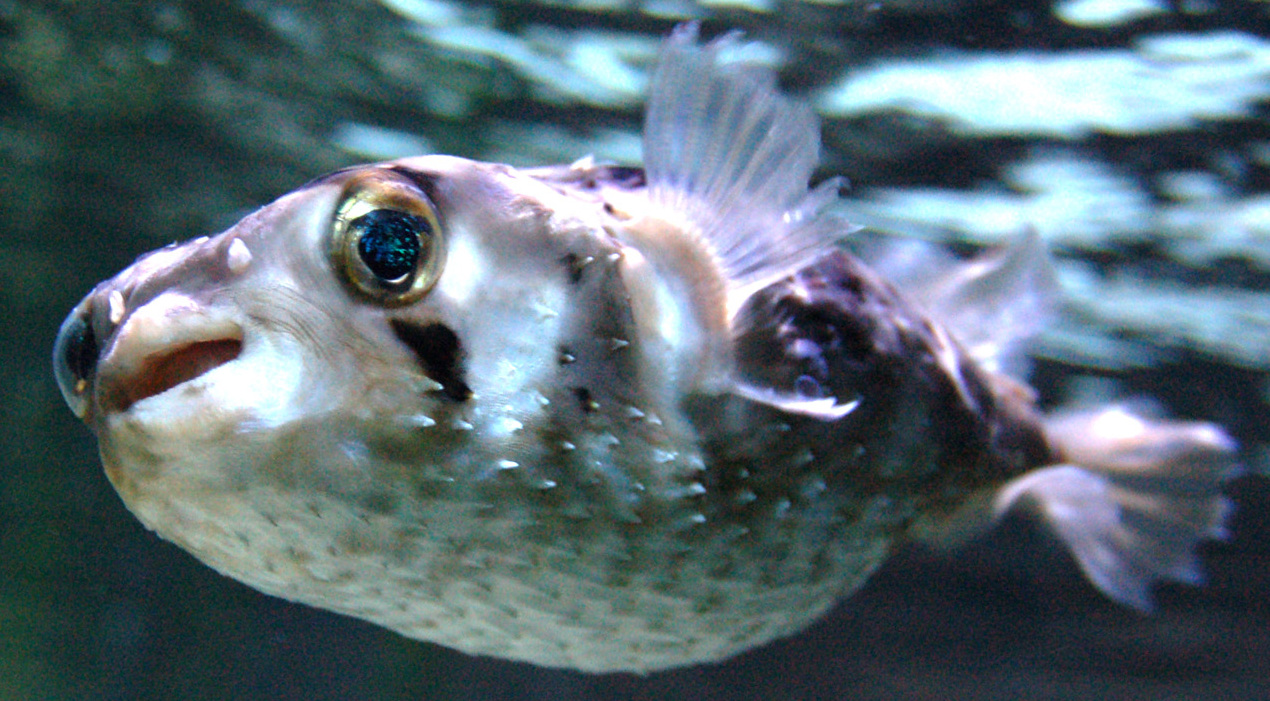